# Notoptera
Ред Notoptera први пут је предложен 1915. године, али се данас користи са другом конотацијом — обухвата савремене групе крилатих инсеката Grylloblattodea и Mantophasmatodea, и њихове заједничке претке. Ове групе се у неким системима класификације сматрају засебним, али сродним, редовима. Филогенетски положај реда Notoptera био би базалан у оквиру ортоптероидно-плекоптероидне скупине редова (Polyneoptera).
Према класификацији Ариља и Енгела из 2006. године групе Grylloblattodea и Mantophasmatodea сматрају се подредовима у оквиру реда Notoptera. Према препоруци ових аутора, ред би укупно обухватао 4 фамилије, 2 савремене и 2 изумрле, са око 30 врста.